# Berberis prattii
Berberis prattii är en berberisväxtart som beskrevs av Camillo Karl Schneider. Berberis prattii ingår i släktet berberisar, och familjen berberisväxter. Inga underarter finns listade i Catalogue of Life.

## Bildgalleri

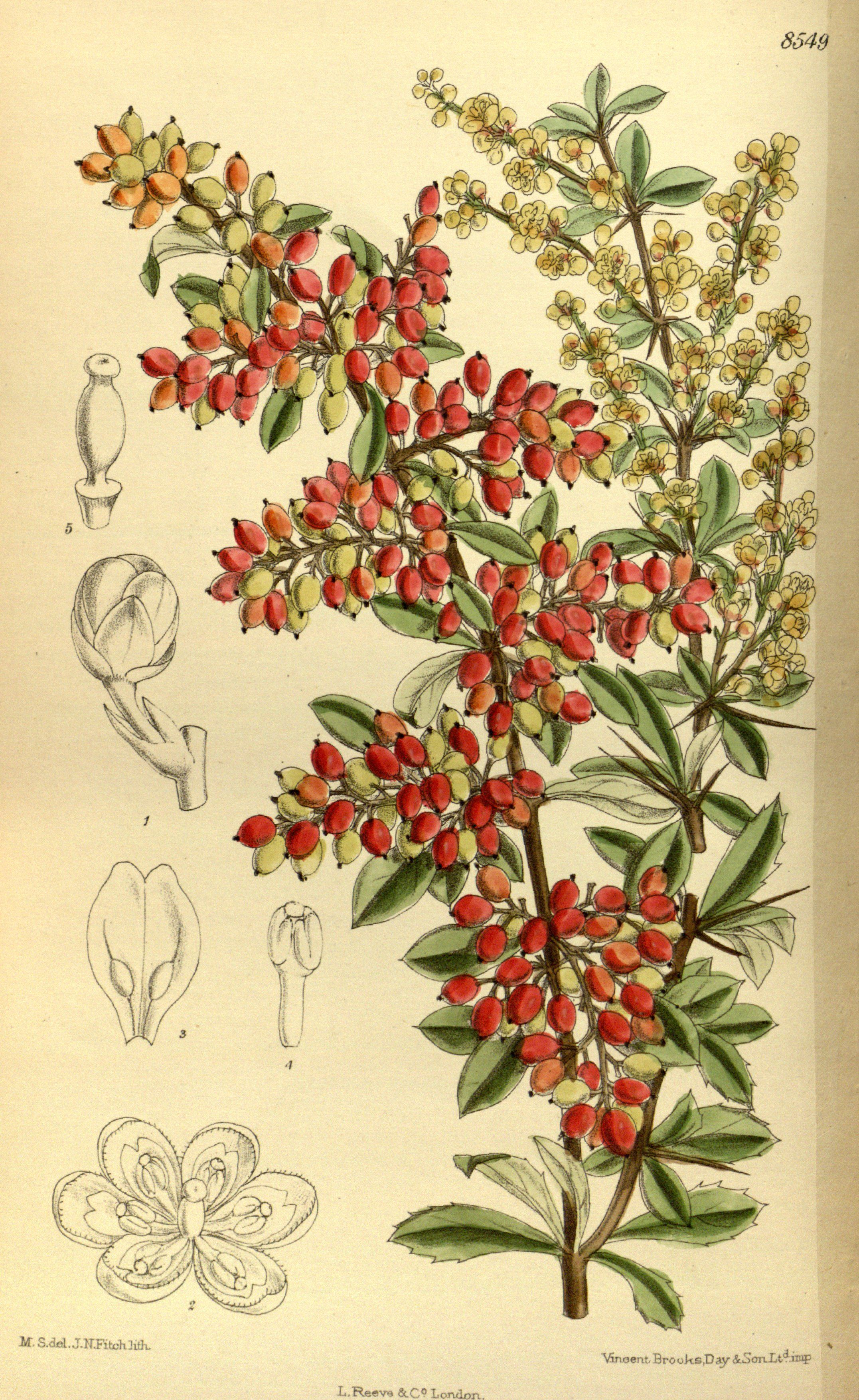